# 阿塔纳西娅·约内斯库
阿塔纳西娅·约内斯库（羅馬尼亞語：Atanasia Ionescu，1935年3月19日—1990年），罗马尼亚女子竞技体操运动员。她曾代表罗马尼亚获得1960年夏季奥运会体操比赛女子团体全能铜牌。她也参加了1964年夏季奥运会。